# The Bead Game
The Bead Game, französischer Titel Histoire des perles, ist ein kanadischer animierter Kurzfilm von Ishu Patel aus dem Jahr 1977.

## Handlung
Einige Perlen erscheinen und formen Würmer, die sich kriechend fortbewegen. Aus Perlen formen sich immer neue Populationsformen, ausgehend von frühen Schnecken und den Dinosauriern, hin zu Säugetieren und den Menschen. Jede Population bekämpft sich auf ihre Weise und zerstört das Gegenüber, das zu Perlen zerfällt. Die Menschheit bekämpft sich, wobei die Mittel immer rabiater werden – von Pfeilen zu Messer und Schild, zu Gewehren, Panzern und Raketen mit riesigen Armeen. Es kommt zur Perlenexplosion, zurück bleibt ein Mensch, der ein Atom in seinen Händen hält.

## Auszeichnungen
The Bead Game wurde 1978 für einen Oscar in der Kategorie „Bester animierter Kurzfilm“ nominiert, konnte sich jedoch nicht gegen Le château de sable durchsetzen. Im selben Jahr erhielt Patel einen BAFTA in der Kategorie „Best Short Fictional Film“.